# Ождяни
Ождяни (словац. Ožďany, угор. Osgyán) — село, громада в окрузі Рімавска Собота, Банськобистрицький край, Словаччина. Кадастрова площа громади — 37,17 км². Населення — 1652 осіб (за оцінкою на 31 грудня 2017 р.). Протікає Маштінський потік.

Перша згадка 1332 року.

## Населення
| Рік:            | 1994. | 2004.   | 2014.   | 2024.   |
| --------------- | ----- | ------- | ------- | ------- |
| Кількість осіб: | 1516  | 1574    | 1641    | 1583    |
| Різниця:        |       | +3,82 % | +4,25 % | -3,53 % |

| Рік:            | 2023. | 2024.   |
| --------------- | ----- | ------- |
| Кількість осіб: | 1590  | 1583    |
| Різниця:        |       | -0,44 % |